# SIG Sauer
SIG Sauer GmbH — німецька компанія, яка виробляє вогнепальну зброю. Входить до складу швейцарського холдингу Lüke & Ortmeier Gruppe. Має філіал у США — SIG Sauer Inc. і в Швейцарії — Swiss Arms AG. Раніше була відома як Schweizerische Industrie Gesellschaft (SIG).
Початково була торговою маркою зброї, яка розроблялась швейцарською компанією SIG, а виготовлялась німецькою фірмою Sauer & Sohn, а потім і заводом у США. З 2000 року SIG Sauer не тільки торгова марка, але й однойменна компанія.

## Історія

### SIG/Sauer & Sohn
Компанія SIG була заснована як вагонобудівний завод, який був побудований у 1853 році Фрідріхом Пеєр їм Хофом, Генріхом Мозером і Конрадом Неером. Після того як завод виграв тендер на виробництво 30 000 гвинтівок для швейцарського Федерального міністерства оборони, назва була змінена Schweizerische Industrie Gesellschaft (укр. Швейцарська промислова компанія). SIG виробляла серію високоякісних самозарядних пістолетів SIG P200 і SIG P210, але їхня висока вартість ($1500 — $2000) обмежувала продажі. Тоді компанія почала розробляти пістолет, який відповідав би вимогам часу й був достатньо бюджетним. У той же час у Швейцарії були прийняті нові закони, які суворо обмежували експорт зброї. У результаті SIG, щоб не втратити ринок, знайшла собі закордонного партнера в особі німецької компанії Sauer & Sohn, що мала виробляти й реалізовувати продукцію, яку б розробляла швейцарська компанія, не порушуючи при цьому закону.
Перед Другою світовою війною компанія Sauer виробляла переважно дробовики й мисливські гвинтівки. Також популярним виробом компанії був самозарядний пістолет Sauer 38H, який використовувався офіцерським складом Вермахту і СС, а також особовим складом поліції і деяких напіввійськових організацій Третього Райху. Однак після війни компанія відійшла від цього ринку. Пропозиція SIG дала змогу Sauer повернутись на ринок виробництва пістолетів.
«Первістком» нової марки зброї став пістолет SIG Sauer P220, випущений у 1975 році. Цей пістолет відразу зарекомендував SIG Sauer як фірму, яка виготовляє якісні, точні й надійні пістолети.

### SIG Sauer Inc.
У 1985 році було створено Sigarms Inc., американський філіал SIG у Тайсонс Корнер (штат Вірджинія), призначений для імпорту пістолетів моделей P220 і P230. У 1987 році Sigarms переїхала в Хердон (штат Вірджинія), а в 1991 році — в Ексетер (штат Нью-Гемпшир) для розміщення нових виробничих потужностей. Штаб-квартира знаходиться в місті Невінгтон (штат Нью-Гемпшир). У жовтні 2000 року Sigarms, а також Sauer & Sohn, Blaser, Mauser Jagdwaffen GmbH, Swiss Arms і Mauser були куплені Міхаелем Люком (нім. Michael Lüke) і Томасом Ортмаєром (нім. Thomas Ortmeier), які є власниками Lüke & Ortmeier Gruppe. 1 жовтня 2007 року Sigarms офіційно змінила назву на SIG Sauer Inc.
Нині SIG Sauer є найбільшою з 5 компаній холдингу Lüke & Ortmeier Gruppe і одним з найбільших виробників вогнепальної зброї у світі. Згідно з даними самої компанії, третина поліцейських США використовують продукцію SIG Sauer. SIG Sauer також заснувала й підтримує школу професійної підготовки SIG Sauer Academy (раніше SIGARMS Academy) в місті Еппінг (штат Нью-Гемпшир).

## Продукція

### Пістолети

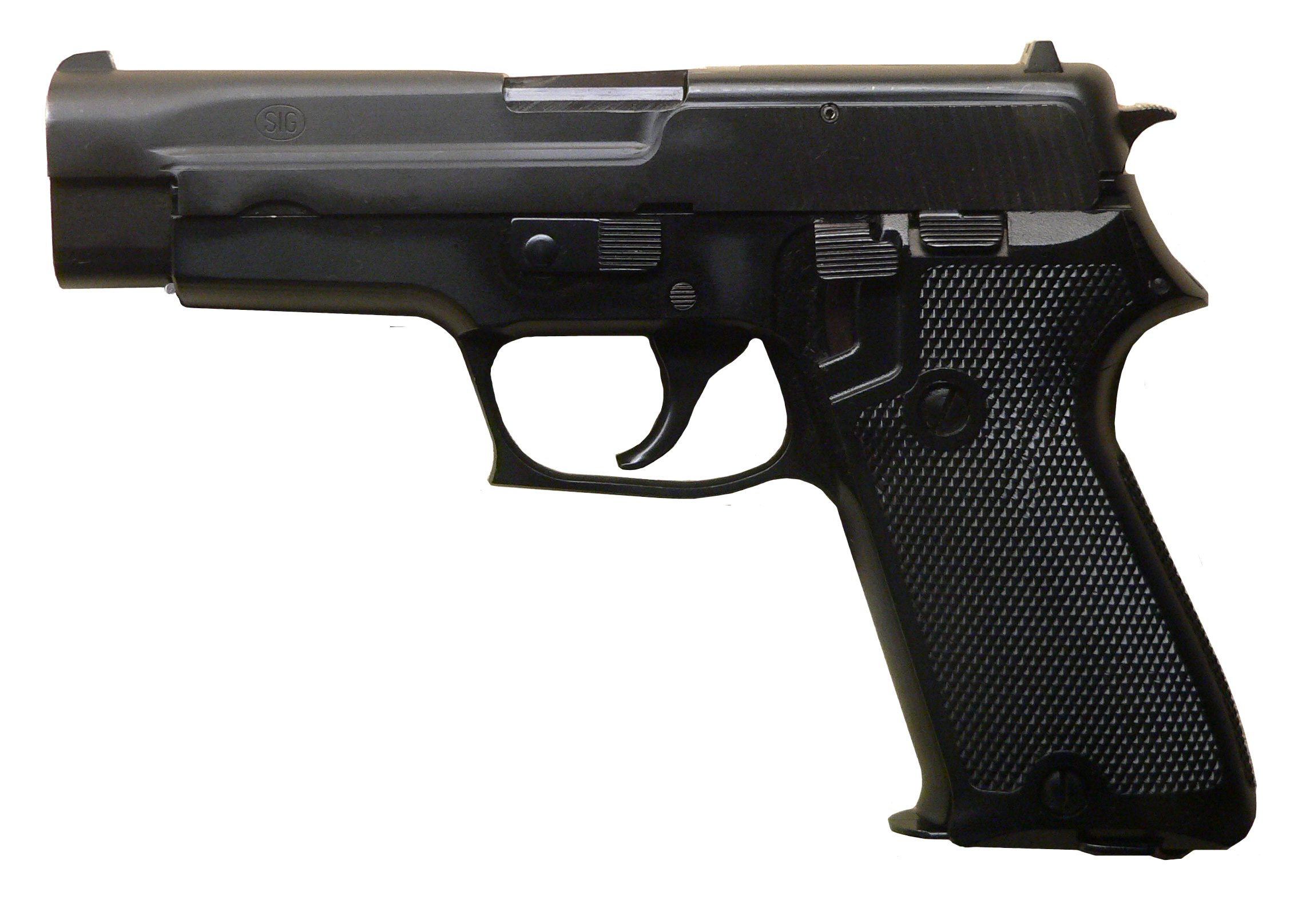
SIG Sauer P220

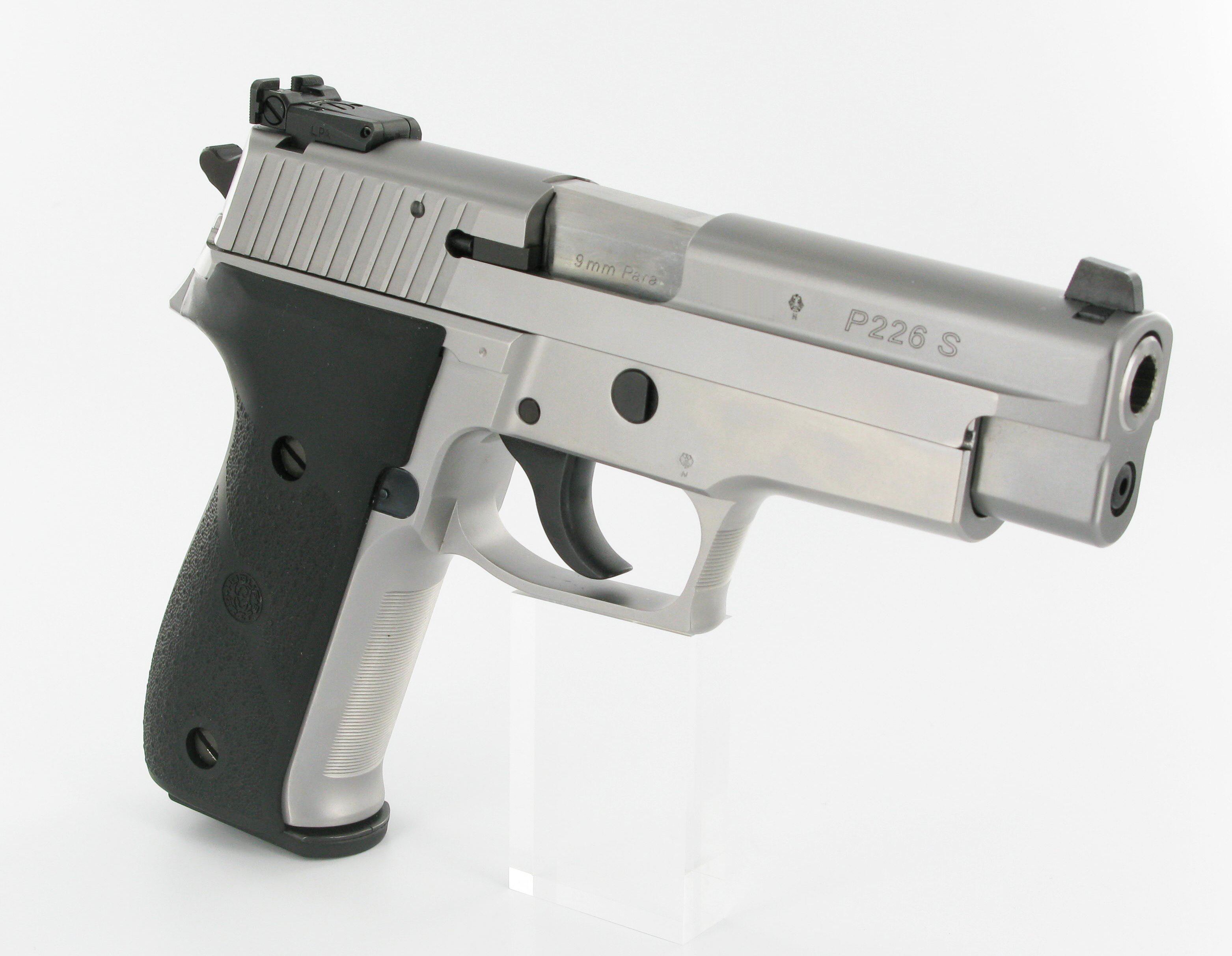
SIG Sauer P226

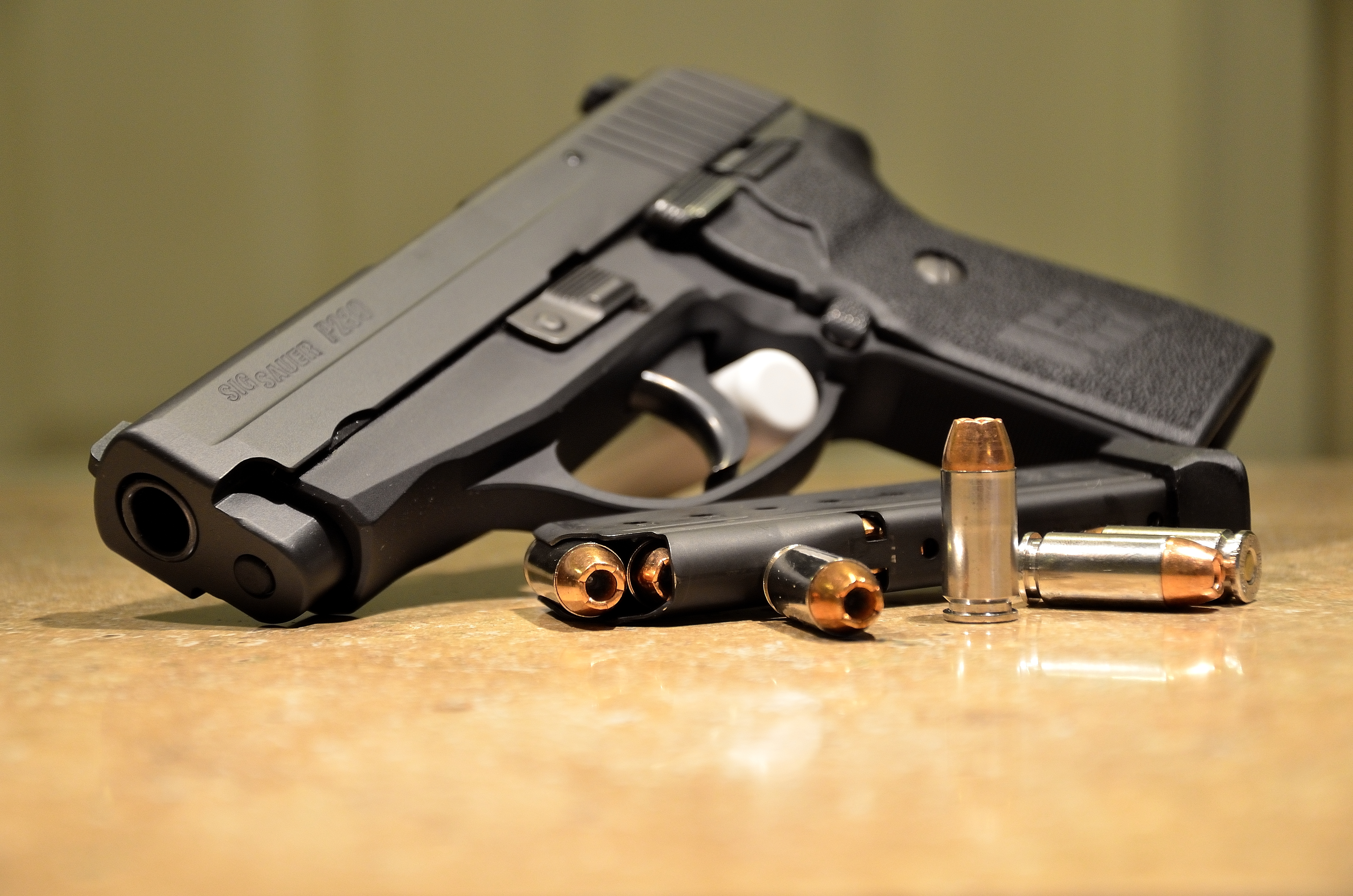
SIG Sauer P239

Найбільше компанія SIG Sauer відома своєю серією самозарядних пістолетів, родоначальником якої стала модель P220. Усі ці пістолети мали однакову конструкцію, з коротким ходом ствола й запиранням затвора масивним виступом у казенній частині ствола. Відпирання затвора відбувається при взаємодії фігурного пазу, який розташований у нижньому виступі казенної частини ствола, з нерухомим штифтом у рамці, що призводить до опускання казенної частини ствола й виходу виступу із вікна для екстракції (модифікована система Браунінга).
Відмінності різних моделей цієї серії полягають переважно в довжині ствола, висоті рукоятки, наявності одно- чи двозарядних магазинів. Більш пізні моделі мають й інші відмінності. Одна й та сама модель часто випускається в декількох різних калібрах.

#### Стандартні
- SIG P210
- SIG Sauer P220
- SIG Sauer P225
- SIG Sauer P226
- SIG Sauer P227
- SIG Sauer P228
- SIG Sauer P229
- SIG Sauer P239
- SIG Sauer P250
- SIG Sauer P320
- SIG Sauer GSR
- SIG Sauer Mosquito
- SIG Sauer Pro

#### Субкомпактні
- SIG Sauer P230
- SIG Sauer P238
- SIG Sauer P245
- SIG Sauer P290
- SIG Sauer P938

### Кулемети
- SIG Sauer MG 710-3

### Гвинтівки
- SIG Sauer SSG 2000
- SIG Sauer SSG 3000

#### Sauer & Sohn
- - Sauer 90
  - Sauer 202
  - Sauer 200 STR
  - Sauer 303
  - S 200 TR

#### Swiss Arms
- - SIG SG 510/STGW 57
  - SIG M400
  - SIG SG 540
  - SIG SG 542
  - SIG SG 550 (Fass 90 / Stgw 90)
  - SIG SG 551
  - SIG SG 552
  - SIG SG 553 SOW
  - SIG SG 516
  - SIG SG 716
  - SIG SG 522LR
  - SIG SG 556
  - SIG SG 751 SAPR
  - SIG SHR 970

#### Blaser
- - Blaser HKS
  - Blaser K95
  - Blaser R93
  - Blaser 93 Tactical
  - R8
  - Blaser LRS2

#### Mauser Jagdwaffen GmbH
- - M 12 Basic
  - M 12 Extreme
  - M 03 Basic
  - M 03 Extreme
  - M 03 Trail
  - M 03 Match/Jagdmatch
  - M 03 Solid
  - M 03 Africa
  - M 03 Arabesque
  - M 03 De Luxe
  - M 03 Old Classic
  - M 03 Alpine
  - M 98